# Krwawy księżyc (powieść)
Krwawy księżyc (norw.  Blodmåne) – powieść kryminalna norweskiego pisarza Jo Nesbø, opublikowana w 2022 r. Pierwsze polskie wydanie ukazało się w tym samym roku nakładem Wydawnictwa Dolnośląskiego, w tłumaczeniu Iwony Zimnickiej.